# Porporino
Porporino, eigentlich Antonio Uberti oder Anton Hubert (* 1719 in Verona; † 20. Januar 1783 in Berlin) war ein berühmter deutsch-italienischer Kastrat. Er ist nicht zu verwechseln mit dem ebenfalls „Porporino“ genannten Soprankastraten Giovanni Bindi.

## Leben
Porporino wurde 1719 als Sohn eines deutschen Soldaten namens Daniel Huber und einer Italienerin geboren.
Im Alter von 13 Jahren wurde Antonio Uberti kastriert und soll danach mit seiner „guten Stimme“ einem als kirchlicher Kapellmeister tätigen Priester aufgefallen sein, der den Jungen anschließend an das Conservatorio Sant’Onofrio (Neapel) zu dem Komponisten und Gesangslehrer Nicola Porpora brachte.
Wie viele seiner Kollegen, allen voran auch der berühmte Farinelli, erhielt Porporino von Porpora am Sant’Onofrio eine solide Gesangsausbildung. Entsprechend einer damals weit verbreiteten Praxis ist auch der Künstlername des Antonio Uberti „Porporino“ vom Namen seines Gesangslehrers abgeleitet. Nach seiner Ausbildung sang Porporino zunächst in Rom, Messina, Palermo und weiteren Orten, bis ihn Friedrich der Große 1740 an seinem Hofe in Dienst nahm. Louis Schneider charakterisierte Porporino dort mit den Worten:

„Er hatte eine schöne volle Stimme, sang sehr richtig, und seine Hauptstärke bestand in dem edlen Vortrage des Adagio, wozu auch noch ein damals ungewöhnliches Talent der Darstellung kam, wodurch er sich vortheilhaft vor seinen übrigen Collegen auszeichnete.“

Antonio Uberti alias „Porporino“ starb am 20. Januar 1783 in Berlin.